# Tariş
Pour les articles homonymes, voir Taris.
 (octobre 2016).
Entreprise turque fondée en 1915, la maison Tariş est le premier producteur d’huile d’olive de Turquie (33 coopératives et 28 000 oléiculteurs) en 2006.